# يحيى عبد الله الصمعان
يحيى بن عبد الله بن عبد العزيز الصمعان هو مساعد رئيس مجلس الشورى السعودي منذ أن تم تعيينه بأمر ملكي في 2 ديسمبر 2016م الموافق لـ3 ربيع الأول، 1438هـ. ولد في حائل عام 1379هـ (1959-1960م) وتلقى الدكتوراه في القانون من جامعة داندي فالمملكة المتحدة في عام 1994م. عمل كأستاذ للقانون الدولي المساعد في معهد الدراسات الدبلوماسية بوزارة الخارجية بين خلال 1414هـ – 1430هـ ومن ثم عُين عضواً في مجلس الشورى من عام 1430هـ وحتى 1436هـ.

## الحياة التعليمية
تلقى الصمعان درجة البكالوريوس في جامعة الملك سعود سنة 1401هـ، ودبلوم أنظمة في معهد الإدارة العامة في 1403هـ. ثم ابتعث إلى المملكة المتحدة سنة 1990م ليأخذ الماجستير والدكتوراة في القانون بجامعة داندي.

## الحياة المهنية
عمل الصمعان كـ:
- مساعد رئيس مجلس الشورى 1436هـ.
- عضو في مجلس الشورى منذ عام 1430هـ - 1436هـ.
- أستاذ القانون الدولي المساعد – معهد الدراسات الدبلوماسية بوزارة الخارجية 1414هـ – 1430هـ.
- معار للقطاع الخاص (1421هـ ـ 1429هـ )، حيث تم القيام بإعداد مذكرات قانونية وتقديم استشارات قانونية بخصوص العديد من القضايا المتعلقة بالاستثمارات الأجنبية وعقود المقاولات والضرائب والوكالات التجارية وغيرها.
- متعاون مع قسم الأنظمة بكلية العلوم الإدارية لتدريس مادة القانــــون الدولي (1416 – 1418هـ).
- باحث قانوني بديوان رئاسة مجلس الوزراء (1403هـ - 1405هـ) .
- تدريس مادة القانون الدولي والتحكيم الدولي والاتفاقيات الدولية في معهد الدراسات الدبلوماسية .
- عضو في هيئة تحرير مجلة الدراسات الدبلوماسية (1419هـ ـ 1422هـ )
- محكم معتمد ومدرج في قائمة المحكمين المعتمدة من قبل وزارة العدل .
- المشاركة كمحكم في هيئات التحكيم التي فصلت في قضايا تجارية

## المؤلفات والبحوث
- التحكيم كوسيلة لتسوية منازعات الاستثمارات الأجنبية في المملكة العربية السعودية، ورقة قدمت لندوة الاستثمار الأجنبي في المملكة العربية السعودية: معهد الدراسات الدبلوماسية 1419هـ.
- تنفيذ أحكام التحكيم الأجنبية في المملكة العربية السعودية في ضوء اتفاقية نيويورك، مجلة الدراسات الدبلوماسية، العدد الرابع عشر، 1420هـ.
- الحق في محاكمة عادلة في المملكة العربية السعودية، معهد حقوق الإنسان تونس – 2002م .
- المملكة العربية السعودية وقضية حقوق الإنسان، دراسة تم نشرها في كتاب السياسة الخارجية للمملكة العربية السعودية في مائة عام – 1999م.
- تشجيع وحماية الاستثمارات الأجنبية في نظام استثمار رأس المال الأجنبي الجديد، جامعة المنصورة، مجلة كلية الحقوق، 2004م.
- السلطات الرقابية لمجلس الشورى، (1433هـ) ، (2011م) .
- سيادة القانون وتطبيقاته في المملكة العربية السعودية، ( 1433هـ، (2011م).
- “The legal Protection of Forein Investments in Saudi Arabia”. A book published by Dar Al Andalus for Publication, 2000 (بالإنجليزية).
- “The Settlement of Foreign Investments Disputes by means of Arbitration in Saudi Arabia” ,12 Arab Law Quartery, 1994 (بالإنجليزية).
- “The Development of Contractual Relationship between Saudi Arabia and ARAMCO” , 9 Energy and Natural Resources Law Journal, 1994 (بالإنجليزية).
- “The Attachment of Assets in Saudi Arabia” , published in “Attachment of Assets”, edited by Lawrence Newman, 2001, Juris publishing (بالإنجليزية).
- “Dispute Resolution in Saudi Arabia” . The Middle East & North Africa, Business Guide, 2001\2002 (بالإنجليزية)

## وصلات خارجية
- صفحة يحيى عبد الله الصمعان على موقع مجلس الشورى السعودي الرسمي.